# Université de Dalat
L'université de Dalat est une université située dans la ville de Đà Lạt, une ville touristique célèbre au Tây Nguyên, au Viêtnam. Établie par le conseil catholique vietnamien en 1957 sous le nom « université de Da Lat » (en vietnamien : Viện đại học Đà Lạt), cette université fut un centre éducatif pour la région. Après la réunification du Viêtnam en 1975, l’université fut rebaptisée Đại học Đà Lạt.

## Facultés et branches

### Facultés
- Histoire
- Lettres
- Biologie
- Math-IT
- IT
- Sciences économiques et de gestion
- Chimie
- Géologie
- Langues étrangères
- Droit

### Branches
- Études Internationales
- Sociologie